# Plaque d'immatriculation irlandaise

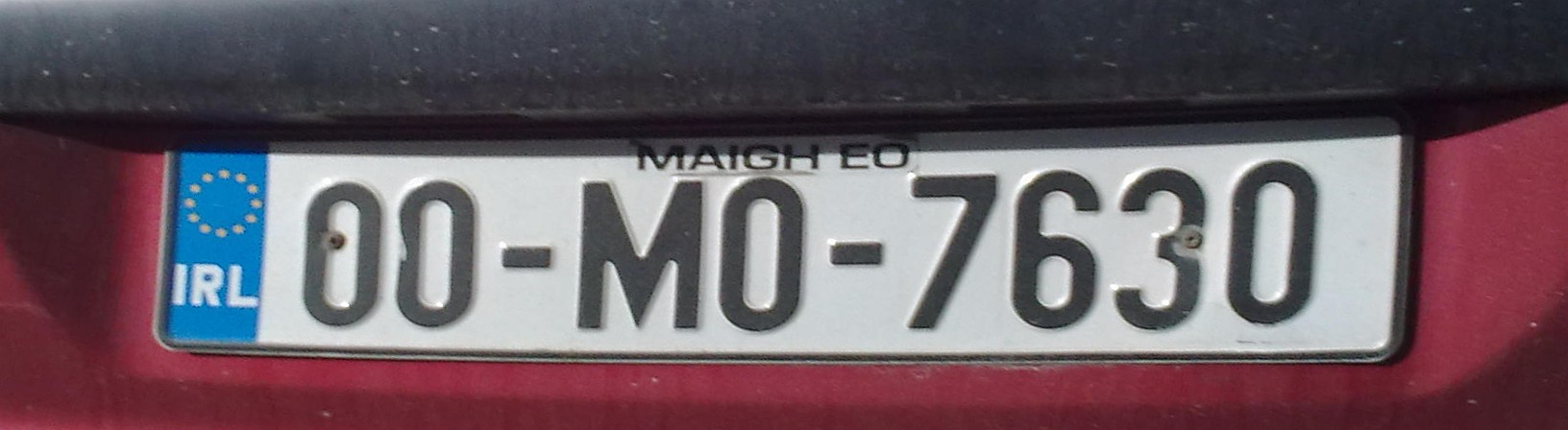
La plaque d’une voiture immatriculée dans le comté de Mayo en 2000.

La plaque d’immatriculation irlandaise est un dispositif permettant l’identification des véhicules irlandais.

## Système actuel

Une plaque d’immatriculation émise en 2008 dans le comté de Tipperary-Nord.

Les plaques d’immatriculation ont suivi de 1987 jusqu’en 2012, le format YY-CC-NNNNNN, légèrement changé sous la forme YYS-CC-NNNNNN en 2013  :
- YY représente les deux derniers chiffres de l’année d’immatriculation ;
- S représente le semestre, 1 ou 2 ;
- CC est un code à une ou deux lettres désignant le comté ;
- NNNNNN est un nombre de 1 à 6 chiffres qui commence avec le premier véhicule immatriculé de l’année.

À titre d’exemple,  07-DB-654321 signifie que le véhicule a été immatriculé dans le comté de Dublin en 2007,  132-WW-123456 a été attribué entre juillet et décembre 2013 dans le comté de Wicklow
Les plaques sont écrites en noir sur blanc, avec à gauche une bande bleue qui contient les 12 étoiles du drapeau européen et le code IRL identifiant l’Irlande. De plus, le nom du comté doit être écrit en irlandais au-dessus du numéro.
Le changement mis en place en 2013 a pour but de dynamiser la vente de véhicules neufs en cours d’année.